# My Wife's Relations
My Wife's Relations é um curta-metragem norte-americano de comédia muda de 1922, escrito, dirigido e estrelado por Buster Keaton.

## Elenco
- Buster Keaton
- Monte Collins
- Wheezer Dell
- Harry Madison
- Kate Price
- Joe Roberts
- Tom Wilson